# 차이나타운 (2015년 영화)
《차이나타운》은 2015년에 개봉한 대한민국의 영화이다. 한준희 감독의 첫 상업영화 입봉작으로 제68회 칸 국제영화제 비평가주간에 공식 초청을 받으며 화제를 모았다.

## 캐스팅

### 주요 인물
- 김혜수 : 엄마 (마우희) 역
- 김고은 : 일영 (馬逸嶺,마일영) 역

### 주변 인물
- 엄태구 : 우곤 역
- 박보검 : 박석현 역
- 고경표 : 치도 역
- 이수경 : 쏭 역
- 조현철 : 홍주 역
- 이대연 : 안 선생 역
- 조복래 : 탁 역
- 정석용 : 우씨 역

### 단역
- 김수안 : 어린 마일영 역
- 위하준 : 어린 우곤 역
- 소상섭 : 어린 홍주 역
- 박지소 : 어린 쏭 역
- 백수장 : 넘버투 역
- 이장원 : 배불뚝이 역
- 오대환 : 덩치남 역
- 이상희 : 덩치남 아내 역
- 유지성 : 덩치남 아이 역
- 권혁 : 판피린남 역
- 신동훈 : 시진관 부부남 역
- 김아라 : 텐프로 1 역
- 김재철 : 검문 경찰 역
- 이상홍 : 밀항남 역
- 김은경 : 레스토랑 프런트 여직원 역
- 유지현 : 레스토랑 홀써버 역
- 조정민 : 뱃사람 1 역
- 김종훈 : 뱃사람 2 역
- 이민지 : 엄마 밀항자 역
- 배유람 : 지방경찰 1 역
- 안재홍 : 지방경찰 2 역
- 이명하 : 수녀 역
- 김완수 : 공익요원 1 역
- 황상진 : 공익요원 2 역
- 황재원 : 사내아이 역
- 양희명 : 단속경찰 역
- 김리우 : 일본남 역
- 이해운 : 통역남 역
- 이루리 : 클럽남 역
- 우종현 : 닥터 역
- 홍승진 : 트레이닝남 역
- 오유진 : 여중생 역
- 김형명 : 거지1996 역
- 김한종 : 거지2004 역
- 한연실 : 사진관 부부여 역
- 조나은 : 고등학생 댄스공연팀 역
- 김유민 : 백혈병 아이 부 역
- 조수향 : 백혈병 아이 모 역
- 구건민 : 백혈병 아이 역
- 김선율 : 밀항자 딸아이 역
- 고연아 : 사진관 아이 1 역
- 곽예찬 : 사진관 아이 2 역
- 전병기 : 치도부하 1 역
- 윤영균 : 치도부하 2 역
- 백동현 : 치도부하 3 역
- 김성종 : 치도부하 4 역
- 박찬서 : 치도부하 5 역
- 전돈수 : 치도부하 6 역
- 신주호 : 치도부하 7 역
- 김기현 : 치도부하 8 역
- 신영진 : 클럽직원 1 역
- 이혁준 : 클럽직원 2 역
- 최은빈 : 클럽직원 3 역
- 조하연 : 텐프로 2 역
- 한주연 : 텐프로 3 역
- 유나 : 텐프로 4 역
- 주예지 : 텐프로 5 역
- 채린 : 텐프로 6 역
- 손영희 : 텐프로 7 역
- 송미정 : 텐프로 8 역
- 윤민희 : 텐프로 10 역
- 박하솔 : 텐프로 11 역
- 오시은 : 텐프로 12 역
- 김해정 : 텐프로 13 역
- 장하람 : 텐프로 14 역
- 차래형 : 화교장정 1 역
- 한우열 : 화교장정 2 역
- 우상기 : 화교장정 3 역
- 권지훈 : 화교장정 4 역
- 조경섭 : 화교장정 5 역
- 김문건 : 마작장 입구남 역
- 고원규 : 클럽 DJ 역
- 임재명 : 마작판 남 역
- 강은수 : 마작판 여 역
- 심산 : 중국인 노인 역
- Murasoliselvan : 마작장 동남아남 1 역
- Anthony : 마작장 동남아남 2 역
- Nazar : 마작장 동남아남 3 역
- Philip : 백인아이 아빠 역
- Sonya : 백인아이 엄마 역
- Avery : 백인아이 역
- Sahar : 히잡녀1 역
- Elnaz : 히잡녀2 역
- Natasha : 히잡녀3 역
- 김경애 : 일영대역

### 특별출연
- 기국서 : 제복남 역
- 기주봉 : 정장남 역

## 수상
- 2015년 제19회 부천국제판타스틱영화제 부천초이스 장편부문 심사위원특별상
- 2015년 제19회 부천국제판타스틱영화제 부천초이스 장편부문 여우주연 특별언급 - 김고은
- 2015년 제45회 지포니영화제 Generator+18섹션 최우수작품상[1]
- 2015년 제45회 지포니영화제 Generator+18섹션 특별상(British Film Institute Certificate)[1]
- 2015년 제35회 황금촬영상 여자최우수연기상 - 김혜수
- 2015년 제35회 황금촬영상 신인감독상 - 한준희
- 2015년 제35회 한국영화평론가협회상 10대 영화상
- 2015년 제35회 한국영화평론가협회상 여우주연상 - 김혜수
- 2015년 제2회 한국영화제작가협회상 여우주연상 - 김혜수
- 2016년 제21회 춘사영화상 여우주연상 - 김혜수
- 2016년 제52회 백상예술대상 영화부문 신인감독상 - 한준희